# Lago Mattmarksee
O Lago Mattmarksee é um lago artificial localizado nos municípios de Saas-Almagell, Saas-Balen, Saas-Grund e Saas-Fee, no extremo sul do Vale Saas no distrito de Visp do cantão de Valais na Suíça. 
A barragem que deu origem ao lago foi construída entre 1960 e 1965. O lago tem a superfície de 1,76 km ². 